# Moumina Houmed Hassan
Moumina Houmed Hassan là một chính trị gia người Djibouti, và là Bộ trưởng Bộ Phụ nữ và Gia đình của đất nước. Hassan được bổ nhiệm vào vai trò này trong nội các của Thủ tướng Abdoulkader Kamil Mohamed trong một cuộc cải tổ vào tháng 5 năm 2016. Bà thay thế Hasna Barakat Daoud. Với tư cách là một Bộ trưởng, Hassan đã phát triển, kết hợp với UNICEF và UNFPA, một chiến lược mới cho giai đoạn 2018-2022 để kết hợp việc loại trừ hành động cắt bỏ bộ phận sinh dục nữ. Bất chấp luật pháp chống lại tập quán, năm 2012, 80% phụ nữ Djibouti ở độ tuổi 15-49 đã bị ảnh hưởng, mặc dù có xu hướng giảm. Hassan tuyên bố rằng pháp luật một mình sẽ không ngăn chặn FGM. Chiến lược kêu gọi tăng cường nhận thức và giáo dục bằng cách huy động cộng đồng, các nhà lãnh đạo truyền thống, nghệ sĩ, truyền thông, với sự hỗ trợ của các đối tác kỹ thuật và tài chính. Hassan đã ủng hộ xây dựng các chiến lược cụ thể để đối phó với tỷ lệ nhiễm HIV / AIDS ở phụ nữ ở các quốc gia như Djibouti, ghi nhớ các chuẩn mực văn hóa xã hội địa phương.
Trước khi gia nhập Nội các, Hassan là Thư ký Điều hành của Ban Thư ký Cải cách Hành chính. Trọng tâm trong nhiệm kỳ của Hassan là hiện đại hóa các văn bản pháp lý điều chỉnh hành động hành chính, xây dựng sổ tay nhân sự sẽ được sử dụng trong các bộ của chính phủ và thực hiện tuyên bố dịch vụ công dân.